# Glenea dimorpha
Glenea dimorpha é uma espécie de escaravelho da família Cerambycidae. Foi descrita por Vives em 2005.  É encontrado no Vietname.